# Paroisse Saint-Louis
La paroisse Saint-Louis est une communauté catholique de Lorient créée en 1709. Aujourd'hui, elle siège dans l'église Notre-Dame-de-Victoire de Lorient.

## Historique
Par une ordonnance royale de Louis XIV, la paroisse Saint-Louis est créée le 18 février 1709. En octobre 1746, la ville de Lorient, confrontée à une invasion anglaise, se verra libérée par miracle. Depuis lors, les Lorientais l'attribuent à la Vierge qu'ils baptisent Notre-Dame de Victoire. 
En 1867, le pape Pie IX confirme Notre-Dame-de-Victoire comme étant la patronne de la ville de Lorient. 
En 1943, Lorient est détruite par les Alliés et l'église Saint-Louis n'est plus qu'une vaste ruine. L’église sera reconstruite sur la place Alsace-Lorraine entre 1953 et 1956, et sera consacrée sous le titre de Notre-Dame-de-Victoire le 22 décembre 1955.

## Grands curés de la paroisse

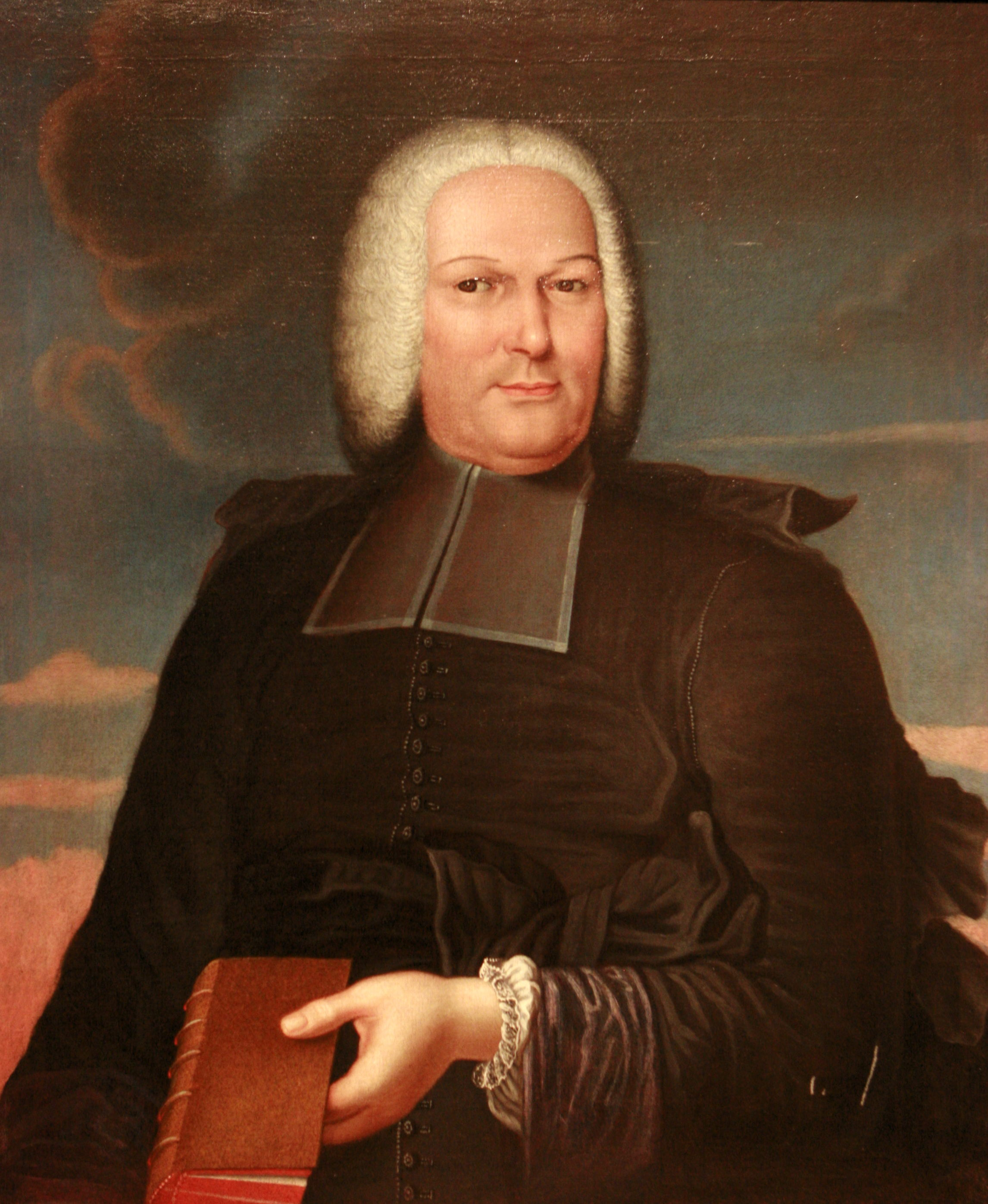
François Cohalan (1720-1761).

Depuis le début des années 90, la paroisse Saint-Louis et la paroisse du Moustoir sont associées avec une seule équipe pastorale.
- François Cohalan (1720-1761)
- Pierre-Charles Brossière (1775-1800)
- Joseph Charil (1849-1881)
- Adolphe Duparc (1895-1908)
- Jean-Marie Hautain (1949-1967)
- Gildas Kerhuel (1996-2007)
- Gwenaël Maurey (2007-2017)